# Museum des Kysuce-Dorfes

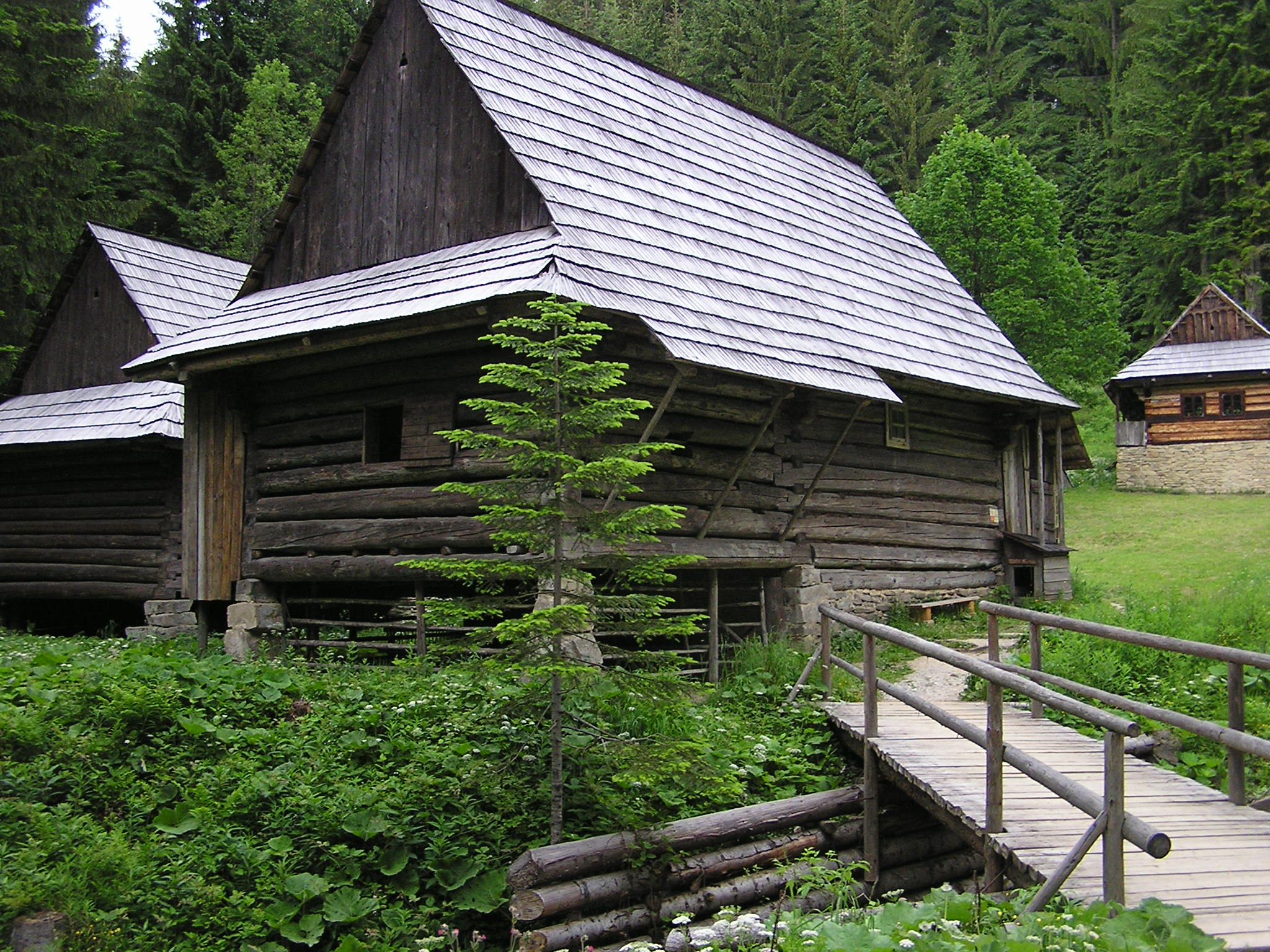
Museum des Kysuce-Dorfes

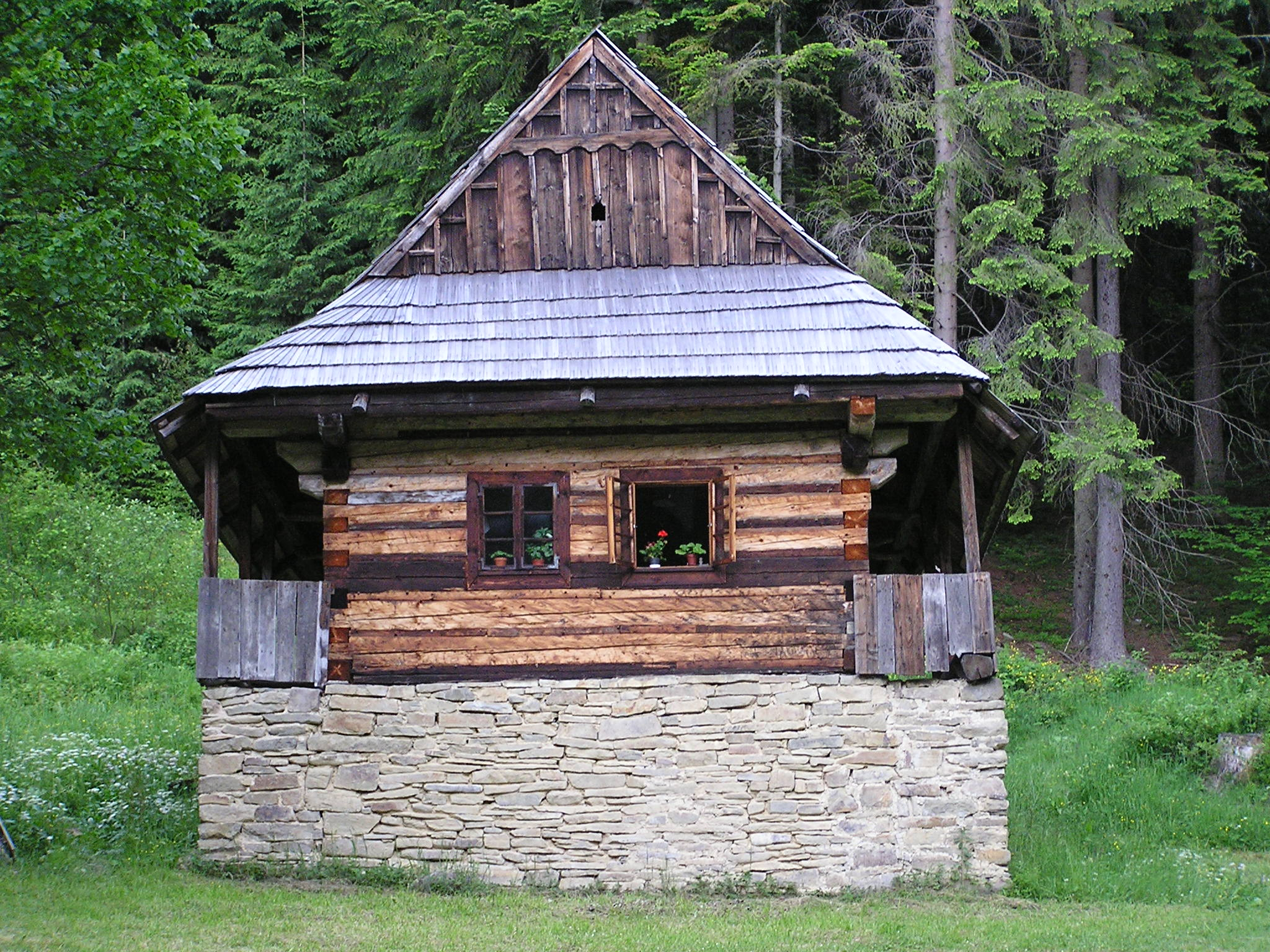
Volksarchitektur aus der Landschaft Kysuce

Das Museum des Kysuce-Dorfes (slowakisch Múzeum kysuckej dediny) ist ein Freilichtmuseum im Norden der Slowakei. Es befindet sich in Nová Bystrica, Ortsteil Vychylovka, circa 44 Kilometer von der Stadt Žilina. Das Museum bemüht sich, die Lebensweise der Landschaft Kysuce, aus der zweiten Hälfte des 19. und frühen 20. Jahrhunderts zu präsentieren. Es ist bekannt vor allem durch die Spitzkehren-Waldbahn Vychylovka, die in der Vergangenheit Landschaften Kysuce und Orava miteinander verband. In Gegenwart ist es die einzige funktionierende historische Spitzkehren-Waldeisenbahn in Europa.

## Geschichte
Das Dorfmuseum Kysuce wurde 1981 eröffnet. Es besteht aus 34 Gebäuden aus verschiedenen Teilen des Kysuce. Die Ausstellung ist in der Verwaltung von Kysuce-Museum in Čadca. Der Grundstein wurde am 11. Oktober 1974 gelegt. Zur Errichtung des Museums halfen die Bemühungen, die Volksarchitektur des von Staudamms Nová Bystrica überfluteten Gebietes zu retten, insbesondere jene von den ehemaligen Gemeinden Riečnica und Harvelka. Das Museum umfasst eine Fläche von ca. 40 ha und nutzt die Vielfalt der Landschaft. Vor dem eigentlichen Aufbau des Museums, gingen in den 1950er Jahren zahlreiche Erforschungen der Volksarchitektur im Okres Čadca voran. Die meisten Objekte stammen aus dem östlichen Kysuce: Riečnica, Harvelka, Zborov nad Bystricou und Klubina.

## Exponate

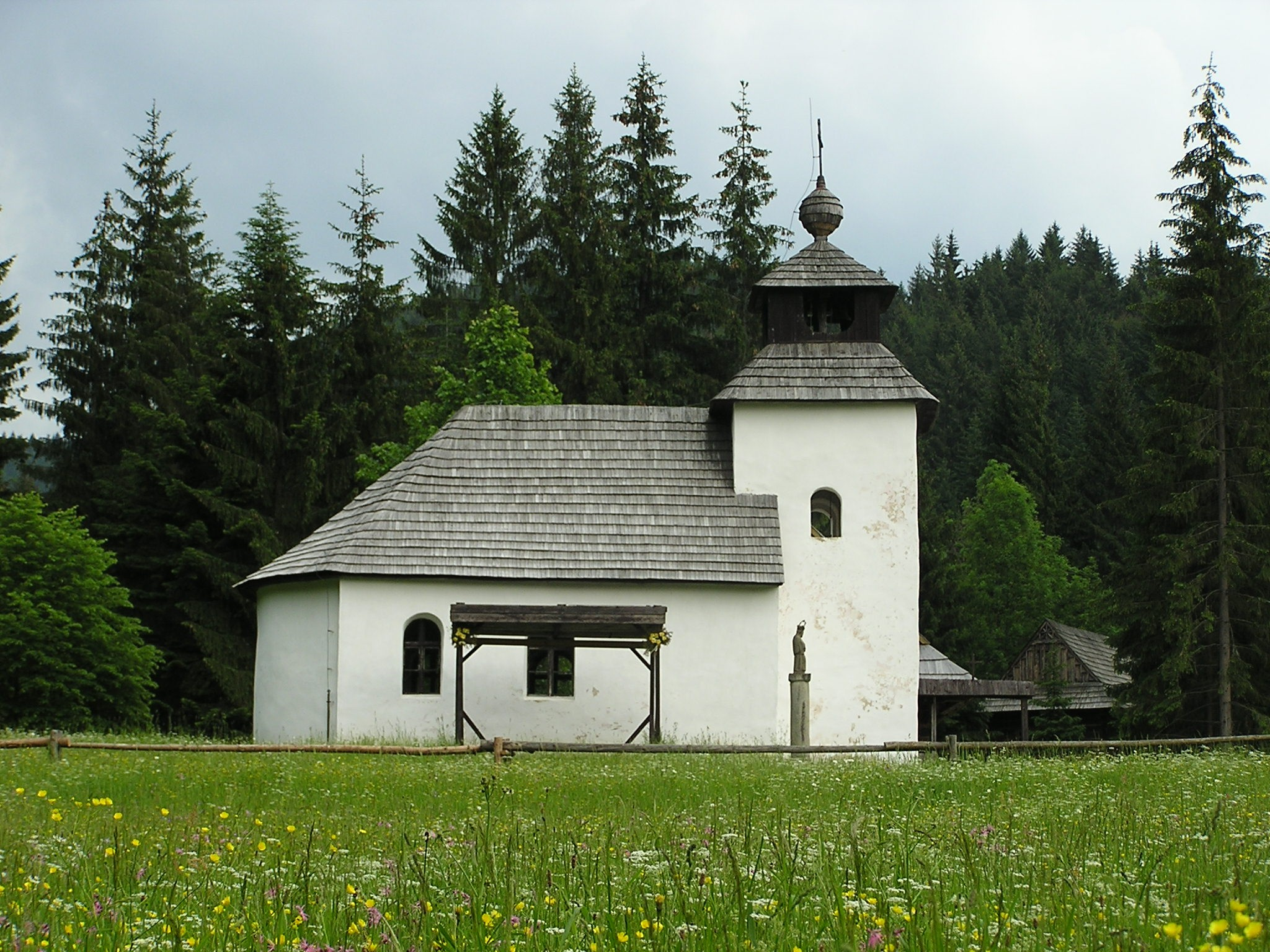
Kapelle aus Zborov nad Bystricou

Die Kapelle der Jungfrau Maria vom Rosenkranz (slowakisch Kaplnka Panny Márie Ružencovej) stand ursprünglich in Zborov nad Bystricou. Sie stammt aus dem ersten Drittel des 19. Jahrhunderts. Das Gebäude ist aus Ziegeln gebaut und mit Holzschindeln gedeckt. Die Kapelle besteht aus einem Turm und aus dem Kirchenschiff, abgeschlossen mit halbkreisförmiger Apsis. Im Turm befinden sich zwei gegossene Glocken. Die größere Glocke wurde im Jahre 1834 von Glöckner Kajetán Cajdl in Trnava gegossen, die kleinere wurde 1878 in Trenčín produziert. Die Deckengemälde in dem Innenraum stammen von einem Volkskünstler. Seitlich der Kapelle befinden sich gegossene Kruzifixe und Gräber, die auch von Zborov nad Bystricou kommen.

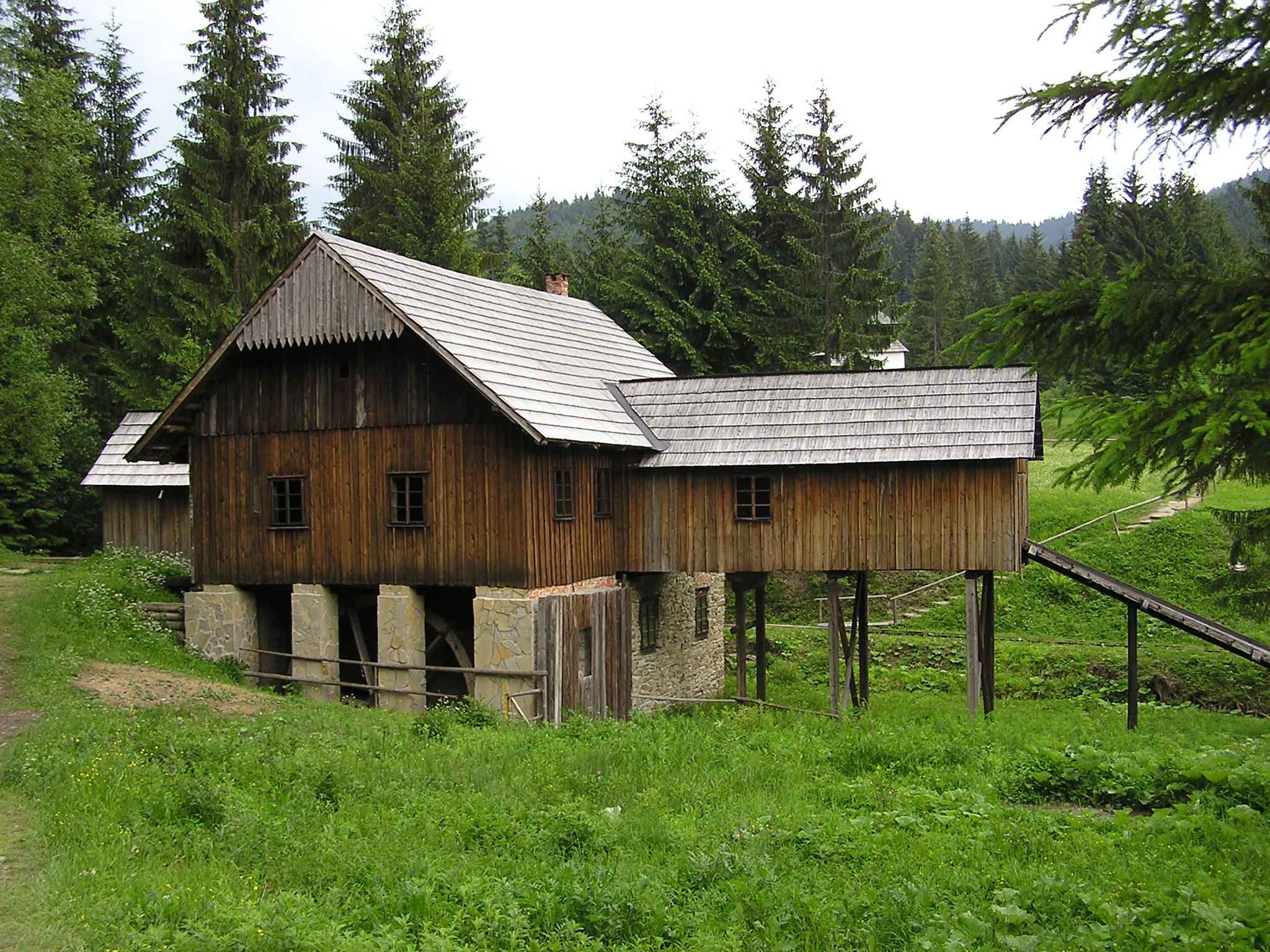
Wassermühle und das Sägewerk aus Klubina

Wassermühle und das Sägewerk aus dem Dorf Klubina stammte von 1921. Beides wurde vom Drahtbinder John Kubica gebaut. Er benutzte die für diese Region untypische Fachwerk-Konstruktion. Im Jahr 1926 kaufte Michal Fojtik die Wassermühle und baute das Sägewerk mit dreizehn Sägen an die Mühle. Wassermühle und das Sägewerk wird durch ein Wasserrad mit einem Durchmesser von fast 4,5 m betrieben.

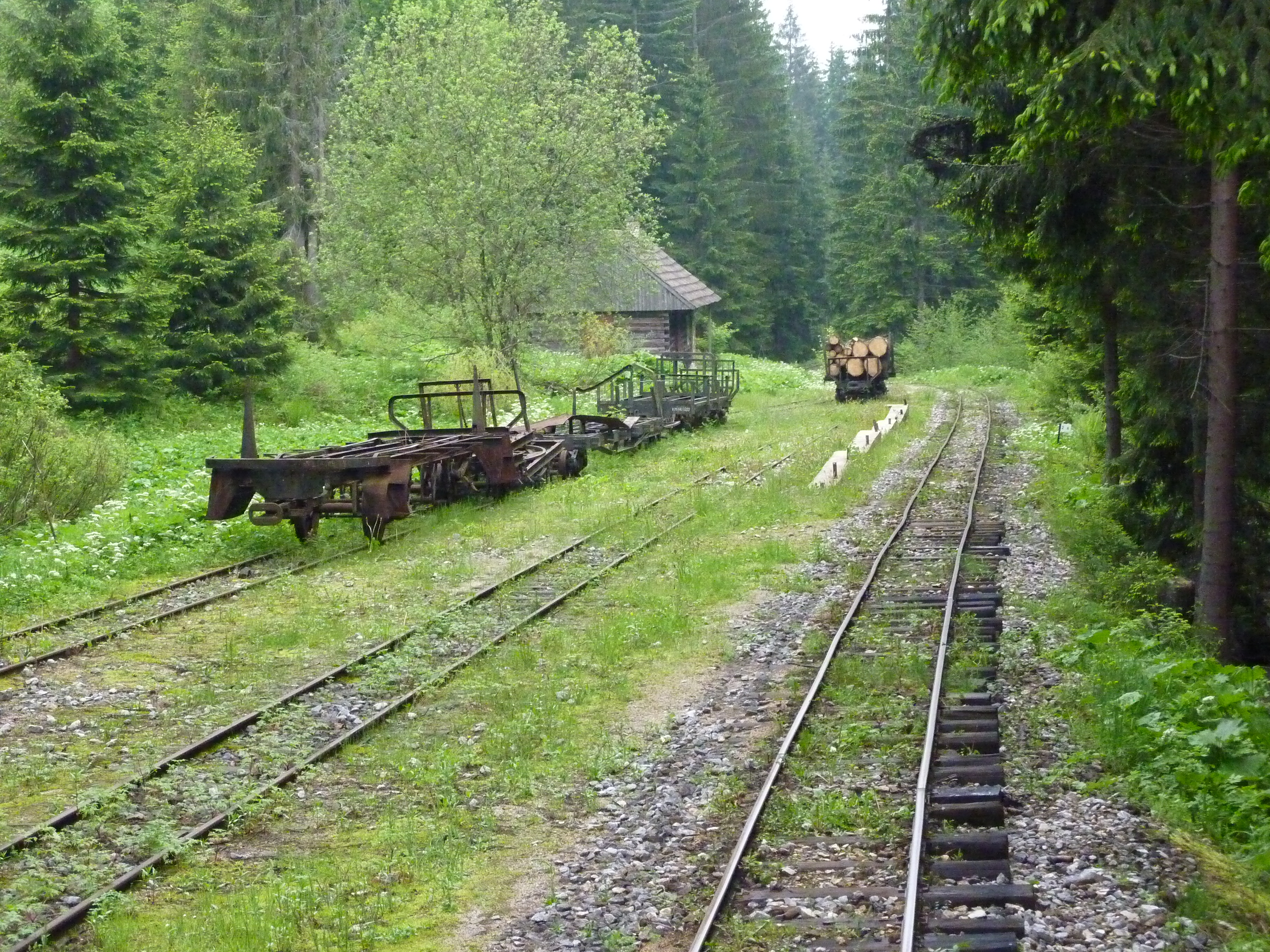
Waldbahn Vychylovka

Historische Spitzkehren-Waldbahn: Die Waldbahn Vychylovka ist einzigartig in seiner Art in Europa. Waldbahnen ähnlicher Art sind nur in den peruanischen Anden und Rocky Mountains in den USA zu finden. Die Eisenbahnstrecke war zu einem technischen Kulturerbe im Jahre 1972 erhoben. Die ursprüngliche Strecke war 61 km lang und hat Oščadnica mit Lokca in Orava verbunden. Die Bahn ist derzeit eine wichtige touristische Attraktion der Ausstellung.
Schenke aus Korňa: Das Dorf Korňa befindet sich im oberen Teil von Kysuce. Der erste Besitzer der Kneipe war Herr Weichertz. Der letzte, bevor es in das Museum deplatziert wurde, Herr Jendrisek. Das Gebäude wurde im Zweiten Weltkrieg beschädigt. Insgesamt besteht die Kneipe aus acht Räumen. Der Hauptraum des Restaurants, mit typischen slowakischen Speisen und Getränken ist für die Besucher eröffnet.